# True Colors (chanson)
Pour les articles homonymes, voir True Colors.
Singles de Cyndi Lauper
The Goonies 'R' Good Enough
(1985) Change of Heart (en)
(1986)
Clip vidéo
[vidéo] « True Colors », sur YouTube
True Colors est une chanson écrite et composée par Billy Steinberg (en) et Tom Kelly (en), interprétée par Cyndi Lauper. Sortie en single le 25 août 1986, elle est le premier extrait de l'album True Colors.
True Colors reste deux semaines à la place de numéro un du Billboard Hot 100. Elle se classe également en tête des ventes au Canada et connaît un succès international.

## Hymne gay
True Colors est devenu un hymne gay et, en 2008, Cyndi Lauper a co-fondé l'organisation True Colors Fund, devenue True Colors United (en), qui aide les lesbiennes, gays, bisexuels et transgenres sans-abri aux États-Unis à trouver un logement et à s'intégrer dans la société,,.  

## Distinctions
Le titre a reçu une nomination dans la catégorie Grammy Award de la meilleure chanteuse pop en 1987.

## Reprises
La chanson est retournée dans les classements des ventes de plusieurs pays grâce aux reprises de Phil Collins en 1998, Kasey Chambers en 2003 ou Jenna Ushkowitz dans la série télévisée Glee en 2009.
Elle a été reprise par des artistes très divers comme Maggie Reilly, Eva Cassidy, Natasha St-Pier, Ysa Ferrer, Takagaki Ayahi, Kate Rusby, Tom Odell, le groupe américain de pop punk All Time Low, Justin Timberlake en duo avec Anna Kendrick sur la bande originale du film Les Trolls.
En 1999, le chanteur Mystik sample la chanson lors d'un duo avec K-Reen sur le titre Le fruit défendu.

## Classements hebdomadaires
| Classement (1986)                      | Meilleure position |
| -------------------------------------- | ------------------ |
| Afrique du Sud (Springbok Radio)       | 14                 |
| Allemagne (GfK Entertainment)          | 18                 |
| Australie (Kent Music Report)          | 3                  |
| Autriche (Ö3 Austria Top 40)           | 12                 |
| Belgique (Flandre Ultratop 50 Singles) | 4                  |
| Canada (RPM 100 Singles)               | 1                  |
| États-Unis (Billboard Hot 100)         | 1                  |
| France (SNEP)                          | 49                 |
| Irlande (IRMA)                         | 6                  |
| Italie (FIMI)                          | 8                  |
| Norvège (VG-lista)                     | 10                 |
| Nouvelle-Zélande (RMNZ)                | 8                  |
| Pays-Bas (Nederlandse Top 40)          | 7                  |
| Pays-Bas (Single Top 100)              | 14                 |
| Royaume-Uni (UK Singles Chart)         | 12                 |
| Suisse (Schweizer Hitparade)           | 17                 |

| Classement (1998)                          | Meilleure position |
| ------------------------------------------ | ------------------ |
| Allemagne (GfK Entertainment)              | 35                 |
| Autriche (Ö3 Austria Top 40)               | 20                 |
| États-Unis (Hot Adult Contemporary Tracks) | 2                  |
| France (SNEP)                              | 33                 |
| Pays-Bas (Single Top 100)                  | 73                 |
| Royaume-Uni (UK Singles Chart)             | 26                 |

| Classement (2003) | Meilleure position |
| ----------------- | ------------------ |
| Australie (ARIA)  | 4                  |

| Classement (2009-2010)         | Meilleure position |
| ------------------------------ | ------------------ |
| Australie (ARIA)               | 47                 |
| Canada (100 Singles)           | 38                 |
| États-Unis (Billboard Hot 100) | 66                 |
| Irlande (IRMA)                 | 15                 |
| Royaume-Uni (UK Singles Chart) | 35                 |

## Certifications
| Pays                  | Certification | Unités certifiées |
| --------------------- | ------------- | ----------------- |
| Canada (Music Canada) | Or            | 50 000            |
| États-Unis (RIAA)     | Platine       | 1 000 000         |
| Royaume-Uni (BPI)     | Or            | 400 000           |

| Pays             | Certification | Unités certifiées |
| ---------------- | ------------- | ----------------- |
| Australie (ARIA) | Or            | 35 000            |

| Pays              | Certification | Unités certifiées |
| ----------------- | ------------- | ----------------- |
| Royaume-Uni (BPI) | Argent        | 200 000           |